# Élections régionales de 2021 en Saxe-Anhalt
Les élections régionales de 2021 en Saxe-Anhalt (en allemand : Landtagswahl in Sachsen-Anhalt 2021) se tiennent le 6 juin 2021, afin d'élire les 83 députés de la 8e législature du Landtag, pour un mandat de cinq ans. En application de la loi électorale, 97 députés sont finalement élus.
Le scrutin voit une nette victoire de l'Union chrétienne-démocrate, qui déjoue les sondages la plaçant au coude-à-coude avec l'Alternative pour l'Allemagne grâce au vote utile et à la popularité du ministre-président Reiner Haseloff. Les partis de gauche font face à des échecs à des degrés divers, Die Linke et le Parti social-démocrate réalisant leur plus mauvais résultat régional.

## Contexte
Lors des élections régionales du 13 mars 2016, l'Union chrétienne-démocrate d'Allemagne (CDU) du ministre-président Reiner Haseloff vire en tête avec près de 30 % des voix. Elle est suivie par l'Alternative pour l'Allemagne (AfD), qui réalise un score historique pour l'extrême droite avec un peu plus de 24 % des suffrages exprimés et devance même Die Linke, qui recueille 16 %. Partenaire de la CDU au niveau fédéral, le Parti social-démocrate d'Allemagne (SPD) sort laminé du scrutin en totalisant seulement 10 % des voix.
À peine un mois après le scrutin, la CDU, le SPD et l'Alliance 90 / Les Verts (Grünen) annoncent avoir conclu un accord pour constituer une « coalition kényane », la première à associer leurs trois partis au niveau gouvernemental. Reiner Haseloff est réélu ministre-président par le Landtag le 25 avril 2016 par 47 voix favorables au second tour de scrutin — une de plus que sa majorité — après avoir échoué au premier tour avec 41 suffrages, trois de moins que la majorité requise.
Le 20 novembre 2019, le Landtag adopte la proposition de sa présidente Gabriele Brakebusch (de) de reporter de trois mois les futures élections régionales et de les convoquer le 6 juin 2021. Cette modification du calendrier électoral est approuvée par les partis de la coalition au pouvoir mais rejetée par l'AfD et Die Linke, qui siègent dans l'opposition.

## Mode de scrutin
Le Landtag est constitué de 83 députés (en allemand : Mitglied des Landtags, MdL), élus pour une législature de cinq ans au suffrage universel direct et suivant le scrutin proportionnel de Hare/Niemayer.
Chaque électeur dispose de deux voix : la première (Erststimme) lui permet de voter pour un candidat de sa circonscription selon les modalités du scrutin uninominal majoritaire à un tour, le Land comptant un total de 41 circonscriptions ; la seconde voix (Zweitstimme) lui permet de voter en faveur d'une liste de candidats présentée par un parti au niveau du Land.
Lors du dépouillement, l'intégralité des 83 sièges est répartie proportionnellement aux secondes voix entre les partis ayant remporté au moins 5 % des suffrages exprimés au niveau du Land. Si un parti a remporté des mandats au scrutin uninominal, ses sièges sont d'abord pourvus par ceux-ci.
Dans le cas où un parti obtient plus de mandats au scrutin uninominal que la proportionnelle ne lui en attribue, il conserve ces mandats supplémentaires et la taille du Landtag est augmentée par des mandats complémentaires distribués aux autres partis pour rétablir une composition proportionnelle aux secondes voix.

## Campagne
Le président régional de l'Union chrétienne-démocrate d'Allemagne (CDU) et ministre de l'Intérieur Holger Stahlknecht indique au début du mois de mars 2020 qu'il souhaite être chef de file aux prochaines élections régionales, mais qu'il renoncera si le ministre-président Reiner Haseloff ambitionne de postuler pour un troisième mandat. Le 21 septembre, Reiner Haseloff indique sa volonté d'être de nouveau candidat chef de file de l'Union chrétienne-démocrate après s'être entretenu avec Stahlknecht. Sa candidature est approuvée lors d'une conférence régionale organisée à Dessau-Roßlau le 20 février 2021 par 94,9 % des voix des délégués.
Cornelia Lüddemann (de), présidente du groupe parlementaire de l'Alliance 90 / Les Verts (Grünen), dit en juin 2020 sa volonté de mener la campagne écologiste, la ministre de l'Environnement Claudia Dalbert (de) ayant elle pour souhait de continuer à siéger au gouvernement après le scrutin. Lors d'un congrès régional organisé le 5 septembre à Halle-sur-Saale, les Grünen approuvent à 85 % l'investiture de Cornelia Lüddemann comme cheffe de file, confiant la deuxième place de la liste de candidats à leur président Sebastian Striegel.
À l'occasion d'un vote des militants du Parti social-démocrate d'Allemagne (SPD) dont les résultats sont publiés le 10 juillet 2020, la présidente du groupe parlementaire Katja Pähle (de) est investie cheffe de file avec 55 % des suffrages exprimés. Le score de son concurrent Roger Stöcker, professeur de sciences politiques qui recueille plus de 42 % des voix, est remarqué en raison de son absence de notoriété, de mandat et d'expérience électorale.
Deux jours seulement après que le SPD a organisé le vote de ses adhérents, Die Linke organise une conférence régionale qui rassemble le président régional, le comité directeur et les présidents des fédérations locales. À cette occasion, le dirigeant du parti dans le Land Stefan Gebhardt (de) propose que la vice-présidente du groupe parlementaire au Landtag Eva von Angern (de) conduise la campagne de la gauche radicale en 2021. Cette candidature est approuvée à l'unanimité puis ratifiée le 31 janvier 2021 lors d'une convention régionale organisée à Schönebeck.
Le Parti libéral-démocrate (FDP) réunit le 27 septembre une convention d'investiture à Wittemberg, qui consacre l'ancienne députée régionale Lydia Hüskens (de) comme cheffe de file électoral.
Le 20 décembre 2020, l'Alternative pour l'Allemagne (AfD) choisit son président de groupe parlementaire Oliver Kirchner (de) pour emmener sa campagne aux élections de 2021. Il reçoit l'approbation de 87 % des délégués au congrès régional organisé à Magdebourg, marqué par une fausse alerte à la bombe.

### Principaux partis
| Parti | Parti                                                                              | Positionnement                                                              | Chef de file                         | Résultat de 2016           |
| ----- | ---------------------------------------------------------------------------------- | --------------------------------------------------------------------------- | ------------------------------------ | -------------------------- |
|       | Union chrétienne-démocrate d'Allemagne Christlich Demokratische Union Deutschlands | Centre droit Démocratie chrétienne, libéral-conservatisme                   | Reiner Haseloff (Ministre-président) | 29,8 % des voix 30 députés |
|       | Alternative pour l'Allemagne Alternative für Deutschland                           | Droite à extrême droite Euroscepticisme, national-conservatisme, populisme  | Oliver Kirchner (de)                 | 24,3 % des voix 25 députés |
|       | Die Linke La Gauche                                                                | Extrême gauche à gauche Socialisme démocratique, anticapitalisme, populisme | Eva von Angern (de)                  | 16,3 % des voix 16 députés |
|       | Parti social-démocrate d'Allemagne Sozialdemokratische Partei Deutschlands         | Centre gauche Social-démocratie, troisième voie, progressisme               | Katja Pähle (de)                     | 10,6 % des voix 11 députés |
|       | Alliance 90 / Les Verts Bündnis 90/Die Grünen                                      | Centre gauche Écologie politique, progressisme                              | Cornelia Lüddemann (de)              | 5,2 % des voix 5 députés   |
|       | Parti libéral-démocrate Freie Demokratische Partei                                 | Centre droit à droite Libéralisme, libéralisme économique                   | Lydia Hüskens (de)                   | 4,9 % des voix 0 député    |
|       | Électeurs libres Freie Wähler                                                      | Centre Localisme, démocratie directe, libéral-conservatisme                 |                                      | 2,2 % des voix 0 député    |
|       | Parti national-démocrate d'Allemagne Nationaldemokratische Partei Deutschlands     | Extrême droite Néonazisme, ultranationalisme, populisme                     |                                      | 1,9 % des voix 0 député    |

### Sondages
| Institut                | Date       | CDU    | SPD    | Grünen | FDP   | Linke  | AfD    |
| ----------------------- | ---------- | ------ | ------ | ------ | ----- | ------ | ------ |
| Institut                | Date       |        |        |        |       |        |        |
| INSA                    | 04/06/2021 | 27 %   | 10 %   | 8 %    | 7 %   | 12 %   | 26 %   |
| Civey                   | 03/06/2021 | 29 %   | 10 %   | 8 %    | 6 %   | 10 %   | 28 %   |
| Forschungsgruppe Wahlen | 03/06/2021 | 30 %   | 10 %   | 9 %    | 6,5 % | 11,5 % | 23 %   |
| Forschungsgruppe Wahlen | 28/05/2021 | 29 %   | 10 %   | 9 %    | 8 %   | 11 %   | 23 %   |
| Infratest dimap         | 27/05/2021 | 28 %   | 11 %   | 9 %    | 8 %   | 10 %   | 24 %   |
| INSA                    | 26/05/2021 | 25 %   | 10 %   | 11 %   | 8 %   | 13 %   | 26 %   |
| INSA                    | 29/04/2021 | 26 %   | 10 %   | 12 %   | 6 %   | 13 %   | 24 %   |
| Infratest dimap         | 23/04/2021 | 27 %   | 12 %   | 11 %   | 8 %   | 12 %   | 20 %   |
| INSA                    | 27/01/2021 | 30 %   | 10 %   | 9 %    | 5 %   | 16 %   | 23 %   |
| INSA                    | 02/12/2020 | 29 %   | 10 %   | 10 %   | 4 %   | 17 %   | 23 %   |
| GMS                     | 29/07/2020 | 33 %   | 12 %   | 10 %   | 4 %   | 16 %   | 19 %   |
| Infratest dimap         | 05/06/2020 | 34 %   | 13 %   | 8 %    | 4 %   | 16 %   | 19 %   |
| INSA                    | 20/03/2020 | 25 %   | 11 %   | 11 %   | 4 %   | 18 %   | 25 %   |
| Infratest dimap         | 28/08/2018 | 28 %   | 14 %   | 6 %    | 8 %   | 19 %   | 21 %   |
| CONOSCOPE               | 22/05/2018 | 35 %   | 16 %   | 5 %    | 6 %   | 20 %   | 15 %   |
| Infratest dimap         | 22/06/2017 | 40 %   | 13 %   | 6 %    | 5 %   | 20 %   | 13 %   |
| Infratest dimap         | 22/11/2016 | 33 %   | 15 %   | 5 %    | -     | 18 %   | 22 %   |
| Dernières élections     | 13/03/2016 | 29,7 % | 10,6 % | 5,2 %  | 4,9 % | 16,3 % | 24,3 % |

## Résultats

### Participation
| Taux de participation | En 2016 | En 2021 | Différence |
| --------------------- | ------- | ------- | ---------- |
| à 12 heures           | 25,0 %  | 22,4 %  | 2,6        |
| à 14 heures           | 35,4 %  | 27,1 %  | 8,3        |
| à 16 heures           | 47,1 %  | 41,0 %  | 6,1        |
| final                 | 61,1 %  | 60,3 %  | 0,8        |

### Voix et sièges
|                          |                                                                       |                                                                       |                  |                  |                  |                  |           |        |        |        |              |               |  |  |
| Partis                   | Partis                                                                | Partis                                                                | Circonscriptions | Circonscriptions | Circonscriptions | Circonscriptions | Listes    | Listes | Listes | Listes | Total sièges | +/-           |  |  |
| Partis                   | Partis                                                                | Partis                                                                | Votes            | %                | Sièges           | +/-              | Votes     | %      | +/-    | Sièges | Total sièges | +/-           |  |  |
|                          | Union chrétienne-démocrate d'Allemagne (CDU)                          | Union chrétienne-démocrate d'Allemagne (CDU)                          | 362 333          | 34,13            | 40               | 13               | 394 808   | 37,12  | 7,36   | 0      | 40           | 10            |  |  |
|                          | Alternative pour l'Allemagne (AfD)                                    | Alternative pour l'Allemagne (AfD)                                    | 231 875          | 21,84            | 1                | 14               | 221 498   | 20,82  | 3,45   | 22     | 23           | 2             |  |  |
|                          | Die Linke (Linke)                                                     | Die Linke (Linke)                                                     | 135 419          | 12,76            | 0                | 1                | 116 902   | 10,99  | 5,33   | 12     | 12           | 4             |  |  |
|                          | Parti social-démocrate d'Allemagne (SPD)                              | Parti social-démocrate d'Allemagne (SPD)                              | 116 453          | 10,97            | 0                | en stagnation    | 89 475    | 8,41   | 2,22   | 9      | 9            | 2             |  |  |
|                          | Parti libéral-démocrate (FDP)                                         | Parti libéral-démocrate (FDP)                                         | 70 725           | 6,66             | 0                | en stagnation    | 68 305    | 6,42   | 1,56   | 7      | 7            | 7             |  |  |
|                          | Alliance 90 / Les Verts (Grünen)                                      | Alliance 90 / Les Verts (Grünen)                                      | 60 521           | 5,70             | 0                | en stagnation    | 63 148    | 5,94   | 0,76   | 6      | 6            | 1             |  |  |
|                          | Électeurs libres (FW)                                                 | Électeurs libres (FW)                                                 | 57 536           | 5,42             | 0                | en stagnation    | 33 288    | 3,13   | 0,97   | 0      | 0            | en stagnation |  |  |
|                          | Parti des bases démocratiques d'Allemagne (dieBasis)                  | Parti des bases démocratiques d'Allemagne (dieBasis)                  | 7 564            | 0,71             | 0                | en stagnation    | 15 621    | 1,47   | Nv.    | 0      | 0            | en stagnation |  |  |
|                          | Parti de protection des animaux (Tierschutzpartei)                    | Parti de protection des animaux (Tierschutzpartei)                    | 1 056            | 0,10             | 0                | en stagnation    | 15 274    | 1,44   | 0,04   | 0      | 0            | en stagnation |  |  |
|                          | Parti du jardin (Gartenpartei)                                        | Parti du jardin (Gartenpartei)                                        | 3 216            | 0,30             | 0                | en stagnation    | 8 577     | 0,81   | Nv.    | 0      | 0            | en stagnation |  |  |
|                          | Die PARTEI (PARTEI)                                                   | Die PARTEI (PARTEI)                                                   | 3 909            | 0,37             | 0                | en stagnation    | 7 770     | 0,73   | 0,2    | 0      | 0            | en stagnation |  |  |
|                          | Parti d'action pour la protection des animaux (de) (TIERSCHUTZ hier!) | Parti d'action pour la protection des animaux (de) (TIERSCHUTZ hier!) |                  |                  |                  |                  | 6 239     | 0,59   | Nv.    | 0      | 0            | en stagnation |  |  |
|                          | Autres                                                                | Autres                                                                | 10 907           | 1,03             | 0                | en stagnation    | 22 789    | 2,14   | –      | 0      | 0            | en stagnation |  |  |
|                          |                                                                       |                                                                       |                  |                  |                  |                  |           |        |        |        |              |               |  |  |
| Votes valides            | Votes valides                                                         | Votes valides                                                         | 1 061 514        | 98,35            |                  |                  | 1 063 694 | 98,56  |        |        |              |               |  |  |
| Votes blancs et nuls     | Votes blancs et nuls                                                  | Votes blancs et nuls                                                  | 17 773           | 1,65             | 15 593           | 1,44             |           |        |        |        |              |               |  |  |
| Total                    | Total                                                                 | Total                                                                 | 1 079 287        | 100              | 41               | 2                | 1 079 287 | 100    | -      | 56     | 97           | 10            |  |  |
| Abstentions              | Abstentions                                                           | Abstentions                                                           | 709 668          | 39,67            |                  |                  | 709 668   | 39,67  |        |        |              |               |  |  |
| Inscrits / participation | Inscrits / participation                                              | Inscrits / participation                                              | 1 788 955        | 60,33            | 1 788 955        | 60,33            |           |        |        |        |              |               |  |  |

### Analyse
Contrairement à ce que les sondages semblaient indiquer, l'Union chrétienne-démocrate d'Allemagne (CDU) sort grande vainqueure du scrutin et devance nettement l'Alternative pour l'Allemagne (AfD). La CDU doit ce résultat autant à la crainte d'une possible victoire de l'AfD et de l'image que cela donnerait de la Saxe-Anhalt qu'à la popularité du ministre-président Reiner Haseloff, et ce alors que les scandales, la gestion fédérale de la pandémie et des déclarations polémiques auraient pu la mettre en difficulté. L'AfD perd ainsi la quasi-totalité de ses mandats de circonscription, passant de quinze à un seul et comptera désormais moins d'un quart des députés au Landtag, perdant par la même sa capacité à saisir la Cour constitutionnelle. À gauche de l'échiquier politique, tous les partis subissent une défaite électorale ou politique, puisque Die Linke et le Parti social-démocrate d'Allemagne (SPD) enregistrent leurs pires résultats régionaux et que l'Alliance 90 / Les Verts (Grünen) échoue à progresser fortement,.

#### Sociologique
| Catégorie                      | CDU  | AfD  | Linke | SPD  | FDP  | Grünen | FW  |
| ------------------------------ | ---- | ---- | ----- | ---- | ---- | ------ | --- |
| Catégorie                      |      |      |       |      |      |        |     |
| Sexe                           |      |      |       |      |      |        |     |
| Hommes                         | 33 % | 26 % | 11 %  | 8 %  | 7 %  | 6 %    | 3 % |
| Femmes                         | 41 % | 16 % | 11 %  | 8 %  | 6 %  | 6 %    | 3 % |
| Âge                            |      |      |       |      |      |        |     |
| Moins de 30 ans                | 18 % | 18 % | 10 %  | 7 %  | 12 % | 13 %   | 4 % |
| 30-44 ans                      | 29 % | 27 % | 9 %   | 7 %  | 6 %  | 8 %    | 4 % |
| 45-59 ans                      | 37 % | 24 % | 10 %  | 7 %  | 7 %  | 6 %    | 3 % |
| Plus de 60 ans                 | 47 % | 15 % | 13 %  | 11 % | 5 %  | 3 %    | 2 % |
| Statut                         |      |      |       |      |      |        |     |
| Ouvrier                        | 37 % | 25 % | 10 %  | 9 %  | 6 %  | 4 %    | 3 % |
| Employé                        | 38 % | 18 % | 11 %  | 9 %  | 7 %  | 8 %    | 3 % |
| Fonctionnaire                  | 41 % | 14 % | 13 %  | 8 %  | 8 %  | 7 %    | 3 % |
| Indépendant                    | 39 % | 22 % | 12 %  | 4 %  | 9 %  | 6 %    | 2 % |
| Études                         |      |      |       |      |      |        |     |
| Hauptschulabschluss            | 39 % | 29 % | 9 %   | 9 %  | 4 %  | 2 %    | 2 % |
| Mittlere Reife                 | 36 % | 26 % | 10 %  | 7 %  | 6 %  | 3 %    | 4 % |
| Abitur (baccalauréat)          | 32 % | 18 % | 12 %  | 8 %  | 8 %  | 7 %    | 4 % |
| Hochschulabschluss (supérieur) | 38 % | 11 % | 13 %  | 11 % | 7 %  | 12 %   | 2 % |

### Conséquences
Au lendemain du scrutin, le comité directeur régional de la CDU décide à l'unanimité de proposer des entretiens exploratoires au SPD, au FDP et aux Grünen. Ces derniers indiquent à cette occasion ne pas vouloir rééditer la « coalition kényane » qu'ils forment depuis cinq ans avec les chrétiens-démocrates et les sociaux-démocrates, tout en se disant ouverts à une « coalition jamaïcaine » avec les libéraux-démocrates. Tant le SPD que le FDP signalent leur disponibilité pour entamer des discussions avec la CDU, le Parti libéral soulignant qu'ils n'ont pas l'intention d'être « une roue de secours » dans un attelage où leurs voix ne compteraient pas, en référence à une alliance tripartite avec l'Union chrétienne-démocrate et le Parti social-démocrate où ces deux formations détiendront l'exacte majorité absolue au Landtag.
Le 14 juin, la CDU entreprend des entretiens exploratoires avec le SPD, le FDP et les Grünen afin de déterminer dans quelle mesure il serait possible d'ouvrir des négociations en vue de former un gouvernement de coalition. Après deux semaines de rencontres, un rapprochement s'opère entre l'Union chrétienne-démocrate et le Parti libéral-démocrate, qui nécessite cependant un troisième allié pour disposer de la majorité absolue des députés. Y associer les sociaux-démocrates constitue la solution favorite des chrétiens-démocrates, mais suscite des réticences chez les libéraux-démocrates dans la mesure où les deux autres partis sont majoritaires sans eux ; la CDU aurait cependant proposé au FDP d'inscrire dans l'éventuel accord de coalition un engagement formel de ne pas utiliser cette majorité bipartite en cas de désaccord au sein de l'entente à trois.
Une réunion à trois entre l'Union chrétienne-démocrate, le Parti social-démocrate et le Parti libéral-démocrate se tient le 6 juillet. Leurs dirigeants révèlent le lendemain vouloir poursuivre leurs échanges, relevant de nombreux points d'accord entre eux sur la question budgétaire, la santé ou les infrastructures. Après un accord unanime des comités directeurs de la CDU et du FDP le 15 juillet pour ouvrir formellement des négociations de coalition, un congrès du SPD réuni à Leuna donne un feu vert identique à la majorité des délégués le lendemain.
Un accord de coalition est conclu et présenté publiquement le 9 août suivant, prévoyant notamment un fonds de relance de l'économie de 1,5 milliard d'euros, l'augmentation des effectifs de la police régionale, la réalisation d'importantes infrastructures de transport et la confirmation de la sortie définitive du charbon à horizon 2038. Dans le cadre de la répartition des ministères, le Parti social-démocrate abandonne le ministère de l'Économie au profit du ministère du Climat et de l'Énergie. La ratification de cette entente est soumise au vote des adhérents sociaux-démocrates pendant une durée de quatre semaines, ce qui renvoie l'investiture de Reiner Haseloff par le Landtag au 16 septembre. La direction régionale du SPD annonce le 4 septembre que, sur les 60 % des adhérents ayant pris part au vote interne, 63,4 % se sont exprimés en faveur de l'accord de coalition avec la CDU et le FDP.
Reiner Haseloff est investi ministre-président pour un troisième mandat le 16 septembre par le Landtag, l'emportant au second tour par 53 voix sur 97 après avoir échoué au premier avec 48 suffrages favorables, soit un de moins que la majorité requise.